# واق أصفر
الواق الأصفر أو الصيني (الاسم العلمي: Ixobrychus sinensis) هو نوع من فصيلة بلشونيات.